# Sorsogona melanoptera
Sorsogona melanoptera is een straalvinnige vissensoort uit de familie van de platkopvissen (Platycephalidae). De wetenschappelijke naam van de soort is voor het eerst geldig gepubliceerd in 1987 door Knapp & Wongratana.